# Entosthodon jamesonii
Entosthodon jamesonii là một loài Rêu trong họ Funariaceae. Loài này được (Taylor) Mitt. mô tả khoa học đầu tiên năm 1851.